# Deuxième circonscription de la Somme
La deuxième circonscription de la Somme est l'une des cinq circonscriptions législatives françaises que compte le département de la Somme (80) situé en région Hauts-de-France.

## Description géographique et démographique
Créée en 1958 pour la Ire législature de la Cinquième République, elle fut redécoupée en 1986 et en 2010.

### 1958-1986

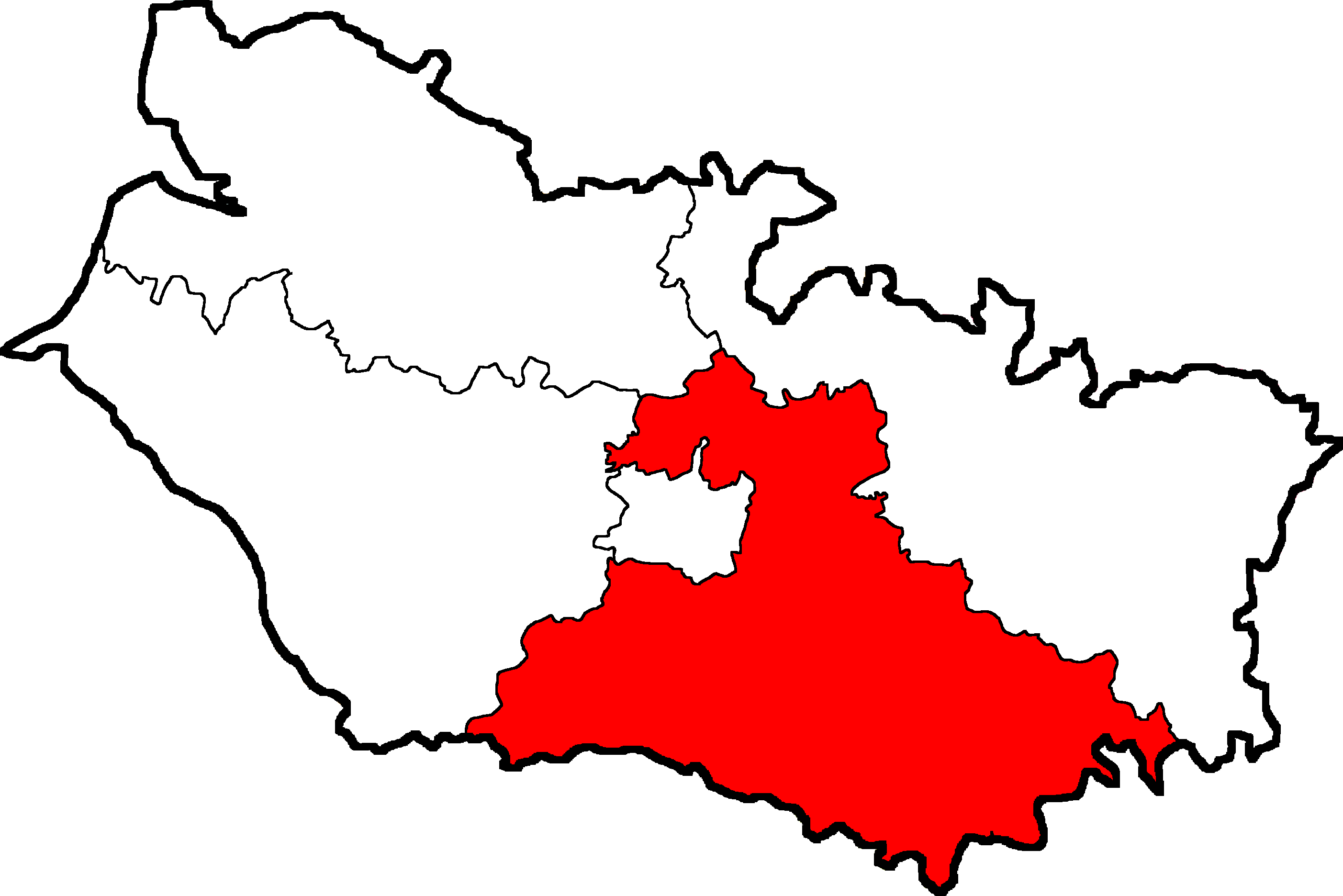
Circonscription de 1958 à 1986.

Par ordonnance du 13 octobre 1958 relative à l'élection des députés à l'Assemblée nationale, la première circonscription est créée et est délimitée par les cantons suivants:
- Canton d'Ailly-sur-Noye
- Canton de Boves
- Canton de Conty
- Canton de Corbie
- Canton de Montdidier
- Canton de Moreuil
- Canton de Rosières-en-Santerre
- Canton de Roye
- Canton de Villers-Bocage

### 1988-2012

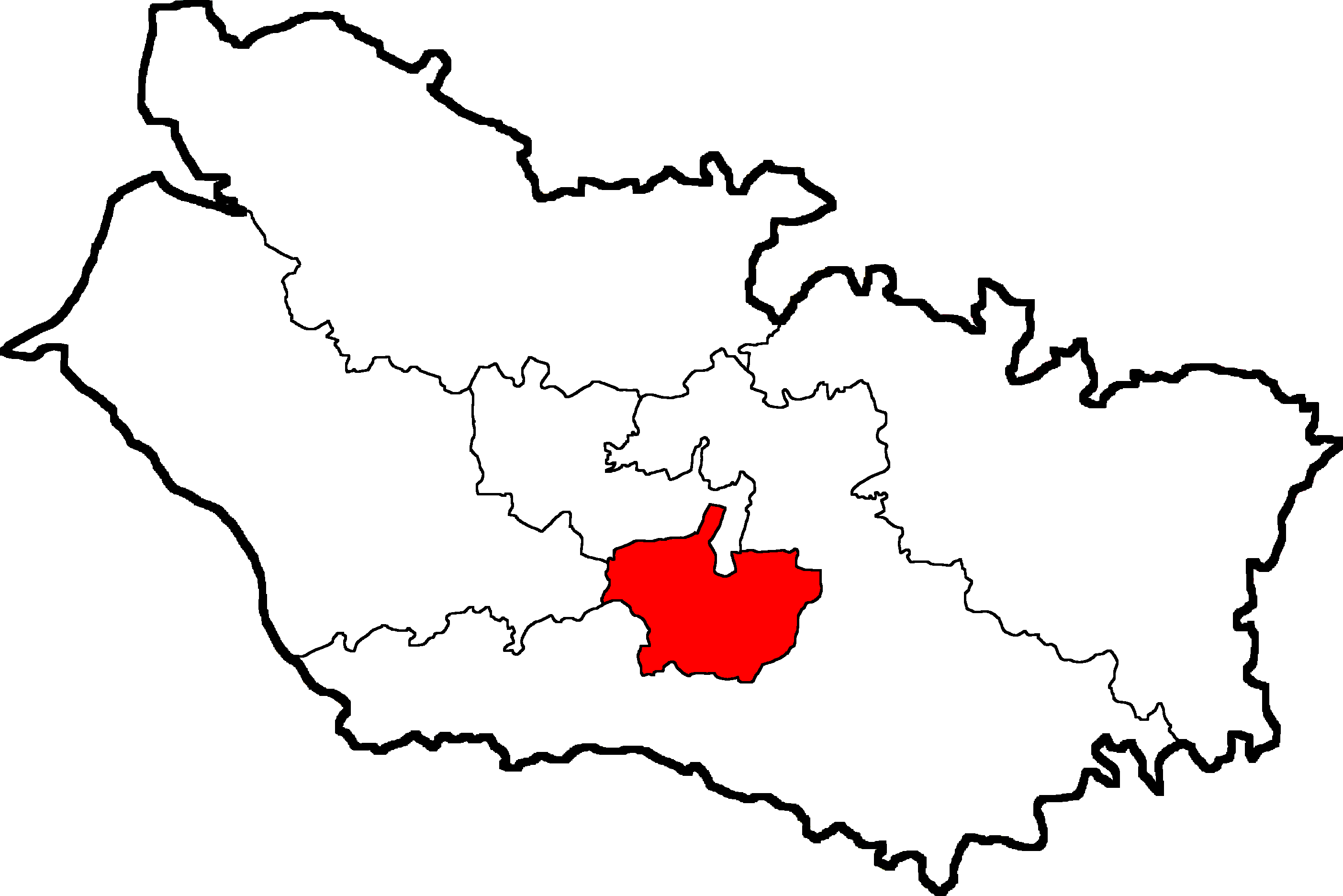
Circonscription de 1988 à 2012.

Pour l'élection législative de 1988, la deuxième circonscription de la Somme est délimitée par le découpage électoral de la loi no 86-1197 du 24 novembre 1986
, elle regroupe les divisions administratives suivantes :
- Canton d'Amiens-Est
- Canton d'Amiens-Sud-Est
- Canton d'Amiens-Sud
- Canton d'Amiens-Sud-Ouest
- Canton de Boves

Ainsi, seul le canton de Boves reste dans la deuxième circonscription rejoint par 4 cantons Amiénois (Amiens-Nord-Est, Amiens Sud-Est, Amiens-Sud et Amiens-Sud-Ouest).
D'après le recensement de la population en 1999, réalisé par l'Institut national de la statistique et des études économiques (INSEE), la population totale de cette circonscription est estimée à 99 427 habitants,.

### Depuis 2012

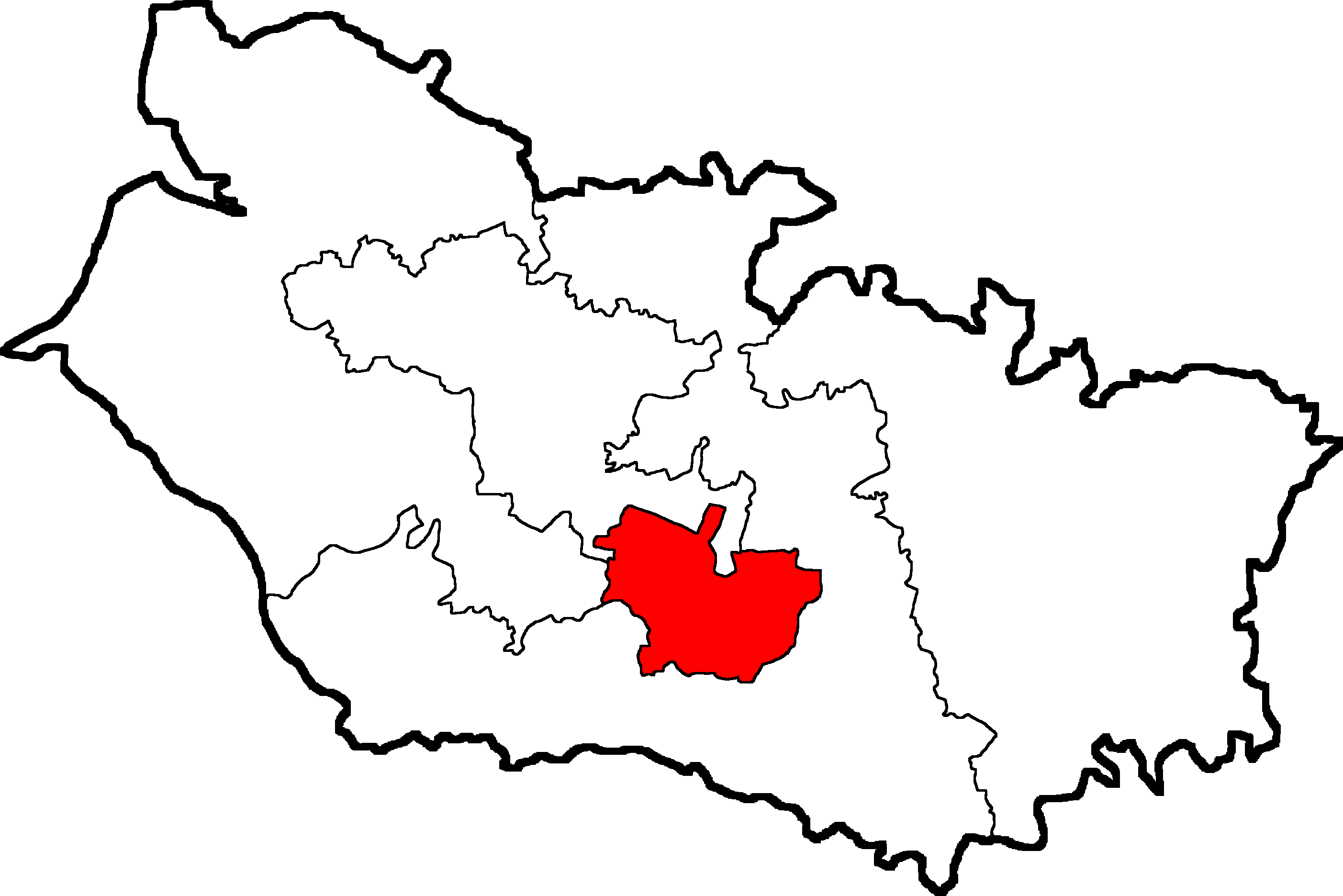
Circonscription depuis 2012.

À la suite du redécoupage des circonscriptions législatives françaises effectués en 2010, la circonscription est redécoupée tandis que le département perd 1 député pour la prochaine élection législative de 2012. Elle incorpore désormais: 
- Canton d'Amiens-Ouest
- Canton d'Amiens-Est
- Canton d'Amiens-Sud-Est
- Canton d'Amiens-Sud
- Canton d'Amiens-Sud-Ouest
- Canton de Boves

Ainsi, la circonscription intègre le canton d'Amiens I Ouest en 2012 par rapport à 2007.

## Historique des députations

### 1958 - 1986
| Législature | Début de mandat | Fin de mandat  | Député               | Parti politique | Observations                                                                               |
| ----------- | --------------- | -------------- | -------------------- | --------------- | ------------------------------------------------------------------------------------------ |
| Ire         | 9 décembre 1958 | 9 octobre 1962 | Jean Doublet         | CNI             | Mandat écourté à la suite d'une dissolution parlementaire décidée par Charles de Gaulle.   |
| IIe         | 6 décembre 1962 | 2 avril 1967   | Édouard Heitz        | UNR-UDT         |                                                                                            |
| IIIe        | 3 avril 1967    | 30 mai 1968    | Jean-Louis Massoubre | UD-Ve           | Mandat écourté à la suite d'une dissolution parlementaire décidée par Charles de Gaulle.   |
| IVe         | 11 juillet 1968 | 1er avril 1973 | Jean-Louis Massoubre | UDR             |                                                                                            |
| Ve          | 2 avril 1973    | 2 avril 1978   | Jean-Louis Massoubre | UDR             |                                                                                            |
| VIe         | 3 avril 1978    | 22 mai 1981    | Jean-Louis Massoubre | RPR             | Mandat écourté à la suite d'une dissolution parlementaire décidée par François Mitterrand. |
| VIIe        | 2 juillet 1981  | 1er avril 1986 | Jacques Fleury       | PS              |                                                                                            |

### 1988 - 2012
| Législature | Début de mandat | Fin de mandat   | Député            | Parti politique | Observations                                                                          |
| ----------- | --------------- | --------------- | ----------------- | --------------- | ------------------------------------------------------------------------------------- |
| IXe         | 23 juin 1988    | 1er avril 1993  | Gilles de Robien  | UDF - PR        |                                                                                       |
| Xe          | 2 avril 1993    | 21 avril 1997   | Gilles de Robien  | UDF - PR        | Mandat écourté à la suite d'une dissolution parlementaire décidée par Jacques Chirac. |
| XIe         | 12 juin 1997    | 18 juin 2002    | Gilles de Robien  | UDF             |                                                                                       |
| XIIe        | 19 juin 2002    | 18 juillet 2002 | Gilles de Robien, | UDF,            | Nommé ministre, il laisse son siège à son suppléant le 18 juillet 2002                |
| XIIe        | 18 juillet 2002 | 19 juin 2007    | Olivier Jardé,    | UDF,            | Nommé ministre, il laisse son siège à son suppléant le 18 juillet 2002                |
| XIIIe       | 20 juin 2007    | 19 juin 2012    | Olivier Jardé     | NC              |                                                                                       |

### Depuis 2012
| Législature | Début de mandat   | Fin de mandat     | Député          | Parti politique | Observations |
| ----------- | ----------------- | ----------------- | --------------- | --------------- | --- |
| XIVe        | 20 juin 2012      | 20 juin 2017      | Barbara Pompili | EELV            | Nommée au gouvernement. |
| XIVe        | 12 mars 2016      | 17 juin 2017      | Romain Joron    | PS              | Nommée au gouvernement. |
| XIVe        | 18 juin 2017      | 20 juin 2017      | Barbara Pompili | LREM            | Nommée au gouvernement. |
| XVe         | 21 juin 2017      | 6 août 2020       | Barbara Pompili | LREM (PÉ)       | Nommée au gouvernement. |
| XVe         | 7 août 2020       | 21 juin 2022      | Cécile Delpirou | LREM-EC         | Nommée au gouvernement. |
| XVIe        | 22 juin 2022      | 24 septembre 2023 | Barbara Pompili | EC              | Démissionnaire à la suite d'une prolongation de mission temporaire. Mandat écourté à la suite d'une dissolution parlementaire décidée par Emmanuel Macron. |
| XVIe        | 25 septembre 2023 | 9 juin 2024       | Ingrid Dordain  | EC              | Démissionnaire à la suite d'une prolongation de mission temporaire. Mandat écourté à la suite d'une dissolution parlementaire décidée par Emmanuel Macron. |
| XVIIe       | 8 juillet 2024    | En cours          | Zahia Hamdane   | LFI             | |

## Historique des élections

### 1958 - 1986
Voici la liste des résultats des élections législatives dans la circonscription jusqu'au découpage électoral de 1986:

#### Élections de 1958
| Candidat           | Candidat         | Parti          | Premier tour | Premier tour | Second tour | Second tour |  |
| Candidat           | Candidat         | Parti          | Voix         | %            | Voix        | %           |  |
| ------------------ | ---------------- | -------------- | ------------ | ------------ | ----------- | ----------- |  |
|                    | Jean Doublet élu | CNIP           | 14 911       | 34,99        | 23 677      | 54,97       |  |
|                    | Louis Prot       | PCF            | 12 397       | 29,09        | 15 358      | 35,65       |  |
|                    | Yves Mercher     | SFIO           | 7 889        | 18,51        | Retrait     | Retrait     |  |
|                    | Charles Damay    | MRP            | 4 099        | 9,62         | Retrait     | Retrait     |  |
|                    | Henri Sergeant   | Modérés        | 3 318        | 7,79         | 4 040       | 9,38        |  |
|                    |                  |                |              |              |             |             |  |
| Inscrits           | Inscrits         | Inscrits       | 53 182       | 100,00       | 53 153      | 100,00      |  |
| Abstentions        | Abstentions      | Abstentions    | 9 219        | 17,33        | 8 791       | 16,54       |  |
| Votants            | Votants          | Votants        | 43 963       | 82,67        | 44 362      | 83,46       |  |
| Blancs et nuls     | Blancs et nuls   | Blancs et nuls | 1 349        | 3,07         | 1 287       | 2,9         |  |
| Exprimés           | Exprimés         | Exprimés       | 42 614       | 96,93        | 43 075      | 97,1        |  |
| Source : Data.gouv |                  |                |              |              |             |             |  |

Le suppléant de Jean Doublet était Dominique Fauchille, chef d'entreprise à Moreuil.

#### Élections de 1962
| Candidat           | Candidat             | Parti          | Premier tour | Premier tour | Second tour | Second tour |  |
| Candidat           | Candidat             | Parti          | Voix         | %            | Voix        | %           |  |
| ------------------ | -------------------- | -------------- | ------------ | ------------ | ----------- | ----------- |  |
|                    | Léon Heitz élu       | UNR-UDT        | 12 384       | 31,94        | 18 646      | 44,64       |  |
|                    | Georges Pellerin     | PCF            | 9 300        | 23,98        | 14 883      | 35,63       |  |
|                    | Jean Doublet sortant | CNIP           | 8 759        | 22,59        | 8 237       | 19,72       |  |
|                    | André Coël           | SFIO           | 5 386        | 13,89        | Retrait     | Retrait     |  |
|                    | Jean Cleuet          | PSU            | 2 947        | 7,6          | Retrait     | Retrait     |  |
|                    |                      |                |              |              |             |             |  |
| Inscrits           | Inscrits             | Inscrits       | 53 211       | 100,00       | 53 155      | 100,00      |  |
| Abstentions        | Abstentions          | Abstentions    | 12 929       | 24,3         | 10 306      | 19,39       |  |
| Votants            | Votants              | Votants        | 40 282       | 75,7         | 42 849      | 80,61       |  |
| Blancs et nuls     | Blancs et nuls       | Blancs et nuls | 1 506        | 3,74         | 1 083       | 2,53        |  |
| Exprimés           | Exprimés             | Exprimés       | 38 776       | 96,26        | 41 766      | 97,47       |  |
| Source : Data.gouv |                      |                |              |              |             |             |  |

Le suppléant de Léon Heitz était Marcel Mourier, maire de Mailly-Raineval.

#### Élections législatives de 1967
| Candidat           | Candidat                 | Parti          | Premier tour | Premier tour | Second tour | Second tour |  |
| Candidat           | Candidat                 | Parti          | Voix         | %            | Voix        | %           |  |
| ------------------ | ------------------------ | -------------- | ------------ | ------------ | ----------- | ----------- |  |
|                    | Jean-Louis Massoubre élu | UD-Ve          | 18 329       | 41,18        | 23 715      | 54,45       |  |
|                    | Georges Pellerin         | PCF            | 11 786       | 26,48        | 19 835      | 45,55       |  |
|                    | Jean Millet              | CIR (FGDS)     | 7 545        | 16,95        | Retrait     | Retrait     |  |
|                    | Marcel Comyn             | CD (PDM)       | 4 595        | 10,32        |             |             |  |
|                    | François Étienne         | PSU            | 1 672        | 3,76         |             |             |  |
|                    | Alain Monange            | Soc.ind.       | 578          | 1,30         |             |             |  |
|                    |                          |                |              |              |             |             |  |
| Inscrits           | Inscrits                 | Inscrits       | 53 126       | 100,00       | 53 125      | 100,00      |  |
| Abstentions        | Abstentions              | Abstentions    | 7 283        | 13,71        | 7 078       | 13,32       |  |
| Votants            | Votants                  | Votants        | 45 843       | 86,29        | 46 047      | 86,68       |  |
| Blancs et nuls     | Blancs et nuls           | Blancs et nuls | 1 338        | 2,92         | 2 497       | 5,42        |  |
| Exprimés           | Exprimés                 | Exprimés       | 44 505       | 97,08        | 43 550      | 94,58       |  |
| Source : Data.gouv |                          |                |              |              |             |             |  |

Le suppléant de Jean-Louis Massoubre était Édouard Heitz, député sortant.

#### Élections de 1968
|                    | Jean-Louis Massoubre sortant réélu | UDR (URP)      | 25 392 | 56,38  |  |  |  |
|                    | Georges Pellerin                   | PCF            | 10 761 | 23,89  |  |  |  |
|                    | Jean Millet                        | CIR (FGDS)     | 7 256  | 16,11  |  |  |  |
|                    | André Raoux                        | PSU            | 1 631  | 3,62   |  |  |  |
|                    |                                    |                |        |        |  |  |  |
| Inscrits           | Inscrits                           | Inscrits       | 53 125 | 100,00 |  |  |  |
| Abstentions        | Abstentions                        | Abstentions    | 7 104  | 13,37  |  |  |  |
| Votants            | Votants                            | Votants        | 46 021 | 86,63  |  |  |  |
| Blancs et nuls     | Blancs et nuls                     | Blancs et nuls | 981    | 2,13   |  |  |  |
| Exprimés           | Exprimés                           | Exprimés       | 45 040 | 97,87  |  |  |  |
| Source : Data.gouv |                                    |                |        |        |  |  |  |

Le suppléant de Jean-Louis Massoubre était Édouard Heitz.

#### Élections de 1973
| Candidat           | Candidat                           | Parti                     | Premier tour | Premier tour | Second tour | Second tour |  |
| Candidat           | Candidat                           | Parti                     | Voix         | %            | Voix        | %           |  |
| ------------------ | ---------------------------------- | ------------------------- | ------------ | ------------ | ----------- | ----------- |  |
|                    | Jean-Louis Massoubre sortant réélu | UDR (URP)                 | 17 171       | 35,18        | 25 951      | 53,31       |  |
|                    | Claude Lemoine                     | PCF                       | 13 703       | 28,08        | 22 726      | 46,69       |  |
|                    | Jacques Fleury                     | PS (UGSD)                 | 9 463        | 19,39        | Retrait     | Retrait     |  |
|                    | Jean-Pierre Prévost                | MR                        | 6 487        | 13,29        | Retrait     | Retrait     |  |
|                    | Jean-Pierre Desoomer               | Divers droite             | 1 237        | 2,53         |             |             |  |
|                    | Daniel Amson                       | Divers droite (Gaullisme) | 742          | 1,52         |             |             |  |
|                    |                                    |                           |              |              |             |             |  |
| Inscrits           | Inscrits                           | Inscrits                  | 57 044       | 100,00       | 56 965      | 100,00      |  |
| Abstentions        | Abstentions                        | Abstentions               | 7 184        | 12,59        | 6 393       | 11,22       |  |
| Votants            | Votants                            | Votants                   | 49 860       | 87,41        | 50 572      | 88,78       |  |
| Blancs et nuls     | Blancs et nuls                     | Blancs et nuls            | 1 057        | 2,12         | 1 895       | 3,75        |  |
| Exprimés           | Exprimés                           | Exprimés                  | 48 803       | 97,88        | 48 677      | 96,25       |  |
| Source : Data.gouv |                                    |                           |              |              |             |             |  |

Le suppléant de Jean-Louis Massoubre était Émile Caudron, maire du Quesnel.

#### Élections de 1978
| Candidat           | Candidat                           | Parti          | Premier tour | Premier tour | Second tour | Second tour |  |
| Candidat           | Candidat                           | Parti          | Voix         | %            | Voix        | %           |  |
| ------------------ | ---------------------------------- | -------------- | ------------ | ------------ | ----------- | ----------- |  |
|                    | Jean-Louis Massoubre sortant réélu | RPR            | 16 185       | 27,77        | 29 547      | 50,22       |  |
|                    | Claude Lemoine                     | PCF            | 15 140       | 25,97        | 29 286      | 49,78       |  |
|                    | Jacques Fleury                     | PS             | 14 449       | 24,79        | Retrait     | Retrait     |  |
|                    | Jean-François Lherbier             | Divers droite  | 5 260        | 9,02         |             |             |  |
|                    | Édouard Vagniez                    | UDF (PR)       | 3 661        | 6,28         |             |             |  |
|                    | Philippe Maille                    | UDF (CDS)      | 1 611        | 2,76         |             |             |  |
|                    | Jacques Derue                      | LO             | 1 216        | 2,09         |             |             |  |
|                    | Bernard Nieutin                    | MDD            | 518          | 0,89         |             |             |  |
|                    | Jean Rousseau                      | UGP            | 251          | 0,43         |             |             |  |
|                    |                                    |                |              |              |             |             |  |
| Inscrits           | Inscrits                           | Inscrits       | 66 531       | 100,00       | 66 518      | 100,00      |  |
| Abstentions        | Abstentions                        | Abstentions    | 7 106        | 10,68        | 5 844       | 8,79        |  |
| Votants            | Votants                            | Votants        | 59 425       | 89,32        | 60 674      | 91,21       |  |
| Blancs et nuls     | Blancs et nuls                     | Blancs et nuls | 1 134        | 1,91         | 1 841       | 3,03        |  |
| Exprimés           | Exprimés                           | Exprimés       | 58 291       | 98,09        | 58 833      | 96,97       |  |
| Source : Data.gouv |                                    |                |              |              |             |             |  |

Le suppléant de Jean-Louis Massoubre était Gérard Flamand, assistant parlementaire, maire de Pierrepont-sur-Avre.

#### Élections de 1981
Les élections législatives françaises de 1981 ont eu lieu les dimanches 14 et 21 juin 1981.
| Candidat         | Candidat               | Parti             | Premier tour | Premier tour | Second tour | Second tour |
| Candidat         | Candidat               | Parti             | Voix         | %            | Voix        | %           |
| ---------------- | ---------------------- | ----------------- | ------------ | ------------ | ----------- | ----------- |
|                  | Jacques Fleury         | PS                | 19 457       | 35,70        | 31 848      | 55,59       |
|                  | Jean-Louis Massoubre*  | RPR               | 17 852       | 32,75        | 25 438      | 44,41       |
|                  | Claude Lemoine         | PCF               | 12 562       | 23,05        | Retrait     | Retrait     |
|                  | Jean-François Lherbier | Rad.ind.          | 3 311        | 6,07         |             |             |
|                  | Jacques Durand         | Ecosocialiste     | 957          | 1,75         |             |             |
|                  | Jean Rousseau          | Divers gaullistes | 366          | 0,67         |             |             |
|                  |                        |                   |              |              |             |             |
| Inscrits         | Inscrits               | Inscrits          | 69 530       | 100,00       | 69 517      | 100,00      |
| Abstentions      | Abstentions            | Abstentions       | 14 338       | 20,62        | 11 147      | 16,03       |
| Votants          | Votants                | Votants           | 55 192       | 79,38        | 58 370      | 83,97       |
| Blancs et nuls   | Blancs et nuls         | Blancs et nuls    | 687          | 1,24         | 1 084       | 1,86        |
| Exprimés         | Exprimés               | Exprimés          | 54 505       | 98,76        | 57 286      | 98,14       |
| * député sortant |                        |                   |              |              |             |             |

Le suppléant de Jacques Fleury était Michel Lamarre, contremaitre chez Goodyear.

#### Élections de 1986
Les élections législatives françaises de 1986 ont eu lieu le dimanche 16 mars 1986. Fait unique sous la Ve république, elles se sont déroulées au scrutin proportionnel à un seul tour dans chaque département français. Le résultat dans la 2e circonscription de la Somme n'est donc donné qu'à titre indicatif.
| Parti          | Parti            | Parti            | Premier tour | Premier tour |
| Parti          | Parti            | Parti            | Voix         | %            |
| -------------- | ---------------- | ---------------- | ------------ | ------------ |
|                | UDF-RPR          | UDF-RPR          | 17 028       | 37,07        |
|                | Parti socialiste | Parti socialiste | 14 245       | 31,02        |
|                | Parti communiste | Parti communiste | 5 078        | 11,06        |
|                | Front national   | Front national   | 4 600        | 10,02        |
|                | Divers droite    | Divers droite    | 3 967        | 8,64         |
|                | MPPT             | MPPT             | 1 011        | 2,20         |
|                |                  |                  |              |              |
| Inscrits       | Inscrits         | Inscrits         | 60 691       | 100,00       |
| Abstentions    | Abstentions      | Abstentions      | 12 727       | 20,97        |
| Votants        | Votants          | Votants          | 47 964       | 79,03        |
| Blancs et nuls | Blancs et nuls   | Blancs et nuls   | 2 035        | 4,24         |
| Exprimés       | Exprimés         | Exprimés         | 45 929       | 95,76        |

### 1988 - 2007
Voici la liste des résultats des élections législatives dans la circonscription depuis le découpage électoral de 1986 jusqu'à celui de 2010: 

#### Élections de 1988
| Candidat       | Candidat                       | Parti          | Premier tour | Premier tour | Second tour | Second tour |  |
| Candidat       | Candidat                       | Parti          | Voix         | %            | Voix        | %           |  |
| -------------- | ------------------------------ | -------------- | ------------ | ------------ | ----------- | ----------- |  |
|                | Gilles de Robien sortant réélu | UDF (PR) (URC) | 16 769       | 42,60        | 22 781      | 52,62       |  |
|                | René Anger                     | PS             | 12 535       | 31,84        | 20 511      | 47,38       |  |
|                | François Cosserat              | PCF            | 4 797        | 12,19        |             |             |  |
|                | Lionel Payet                   | FN             | 4 096        | 10,40        |             |             |  |
|                | Yves Briançon                  | PSU            | 1 171        | 2,97         |             |             |  |
|                |                                |                |              |              |             |             |  |
| Inscrits       | Inscrits                       | Inscrits       | 61 105       | 100,00       | 61 084      | 100,00      |  |
| Abstentions    | Abstentions                    | Abstentions    | 21 040       | 34,43        | 16 799      | 27,5        |  |
| Votants        | Votants                        | Votants        | 40 065       | 65,57        | 44 285      | 72,5        |  |
| Blancs et nuls | Blancs et nuls                 | Blancs et nuls | 697          | 1,74         | 993         | 2,24        |  |
| Exprimés       | Exprimés                       | Exprimés       | 39 368       | 98,26        | 43 292      | 97,76       |  |

Le suppléant de Gilles de Robien était Henri Demolliens, maire de Saint-Sauflieu.

#### Élections de 1993
|                | Gilles de Robien sortant réélu | UDF (PR)       | 20 470 | 49,94  | 25 732 | 76,08  |  |  |  |  |  |  |  |
|                | Lionel Payet                   | FN             | 5 448  | 13,29  | 8 091  | 23,92  |  |  |  |  |  |  |  |
|                | Bernard Wallois                | PS (ADFP)      | 5 308  | 12,95  |        |        |  |  |  |  |  |  |  |
|                | Jean-Jacques Bertrand          | Les Verts (EÉ) | 3 726  | 9,09   |        |        |  |  |  |  |  |  |  |
|                | Danielle Sinoquet              | PCF            | 3 564  | 8,70   |        |        |  |  |  |  |  |  |  |
|                | Yvette Barthélémy              | LT-LNÉ         | 1 201  | 2,93   |        |        |  |  |  |  |  |  |  |
|                | Bernard Combes                 | LO             | 1 048  | 2,56   |        |        |  |  |  |  |  |  |  |
|                | Helyett Beaudot                | Divers (PLN)   | 191    | 0,47   |        |        |  |  |  |  |  |  |  |
|                | Jeanine Funghini               | Divers         | 32     | 0,08   |        |        |  |  |  |  |  |  |  |
|                |                                |                |        |        |        |        |  |  |  |  |  |  |  |
| Inscrits       | Inscrits                       | Inscrits       | 61 420 | 100,00 | 61 405 | 100,00 |  |  |  |  |  |  |  |
| Abstentions    | Abstentions                    | Abstentions    | 18 540 | 30,19  | 20 922 | 34,07  |  |  |  |  |  |  |  |
| Votants        | Votants                        | Votants        | 42 880 | 69,81  | 40 483 | 65,93  |  |  |  |  |  |  |  |
| Blancs et nuls | Blancs et nuls                 | Blancs et nuls | 1 892  | 4,41   | 6 660  | 16,45  |  |  |  |  |  |  |  |
| Exprimés       | Exprimés                       | Exprimés       | 40 988 | 95,59  | 33 823 | 83,55  |  |  |  |  |  |  |  |

Le suppléant de Gilles de Robien était Henri Demolliens.

#### Élections de 1997
| Candidat                     | Candidat                       | Parti             | Premier tour | Premier tour | Second tour | Second tour |  |
| Candidat                     | Candidat                       | Parti             | Voix         | %            | Voix        | %           |  |
| ---------------------------- | ------------------------------ | ----------------- | ------------ | ------------ | ----------- | ----------- |  |
|                              | Gilles de Robien sortant réélu | UDF (PR)          | 16 876       | 41,43        | 23 138      | 55,01       |  |
|                              | Lise Rochowiak-Moreau          | PS                | 8 527        | 20,93        | 18 925      | 44,99       |  |
|                              | Lionel Payet                   | FN                | 5 915        | 14,52        |             |             |  |
|                              | Danielle Sinoquet              | PCF               | 4 109        | 10,09        |             |             |  |
|                              | Christophe Porquier            | GÉ                | 1 352        | 3,32         |             |             |  |
|                              | Bernard Combes                 | LO                | 1 272        | 3,12         |             |             |  |
|                              | Anne Deraeve                   | MPF (LDI)         | 847          | 2,08         |             |             |  |
|                              | Dolores Esteban                | MÉI               | 770          | 1,89         |             |             |  |
|                              | Jean-Jacques Bertrand          | Divers écologiste | 685          | 1,68         |             |             |  |
|                              | Jean-Pierre Friggeri           | Divers            | 290          | 0,71         |             |             |  |
|                              | Françoise Foy                  | PLN               | 89           | 0,22         |             |             |  |
|                              |                                |                   |              |              |             |             |  |
| Inscrits                     | Inscrits                       | Inscrits          | 60 898       | 100,00       | 60 890      | 100,00      |  |
| Abstentions                  | Abstentions                    | Abstentions       | 18 518       | 30,41        | 16 579      | 27,23       |  |
| Votants                      | Votants                        | Votants           | 42 380       | 69,59        | 44 311      | 72,77       |  |
| Blancs et nuls               | Blancs et nuls                 | Blancs et nuls    | 1 648        | 3,89         | 2 248       | 5,07        |  |
| Exprimés                     | Exprimés                       | Exprimés          | 40 732       | 96,11        | 42 063      | 94,93       |  |
| Source : Assemblée nationale |                                |                   |              |              |             |             |  |

Le suppléant de Gilles de Robien était Olivier Jardé, professeur de chirurgie et de droit de la santé, maire de Remiencourt, conseiller général du canton de Boves, chirurgien. Olivier Jardé remplaça Gilles de Robien, nommé membre du gouvernement, du 8 juin 2002 au 18 juin 2002.

#### Élections de 2002
|                | Gilles de Robien sortant réélu | UDF              | 19 766 | 50,25  |  |  |  |
|                | Lise Rochowiak-Moreau          | PS               | 8 653  | 22,00  |  |  |  |
|                | Lionel Payet                   | FN               | 4 104  | 10,43  |  |  |  |
|                | Fabienne Debeauvais            | PCF              | 1 760  | 4,47   |  |  |  |
|                | Maud Ménager-Lemaire           | Les Verts        | 1 411  | 3,59   |  |  |  |
|                | Nathalie Huiart                | CPNT             | 974    | 2,48   |  |  |  |
|                | Francis Dollé                  | LCR              | 635    | 1,61   |  |  |  |
|                | Nadine Leclerc                 | LO               | 628    | 01,60  |  |  |  |
|                | Thierry Lucas                  | Pôle républicain | 595    | 1,51   |  |  |  |
|                | Michel Guiffray                | MPF              | 316    | 0,80   |  |  |  |
|                | Guy Eluard                     | CPNT             | 282    | 0,72   |  |  |  |
|                | Grégoire Demay                 | MNR              | 213    | 0,54   |  |  |  |
|                |                                |                  |        |        |  |  |  |
| Inscrits       | Inscrits                       | Inscrits         | 61 879 | 100,00 |  |  |  |
| Abstentions    | Abstentions                    | Abstentions      | 21 923 | 35,43  |  |  |  |
| Votants        | Votants                        | Votants          | 39 956 | 64,57  |  |  |  |
| Blancs et nuls | Blancs et nuls                 | Blancs et nuls   | 619    | 1,55   |  |  |  |
| Exprimés       | Exprimés                       | Exprimés         | 39 337 | 98,45  |  |  |  |

Le suppléant de Gilles de Robien était Olivier Jardé. Olivier Jardé remplaça Gilles de Robien, nommé membre du gouvernement, du 19 juillet 2002 au 19 juin 2007.

#### Élections de 2007
| Candidat       | Candidat                    | Parti          | Premier tour | Premier tour | Second tour | Second tour |  |
| Candidat       | Candidat                    | Parti          | Voix         | %            | Voix        | %           |  |
| -------------- | --------------------------- | -------------- | ------------ | ------------ | ----------- | ----------- |  |
|                | Olivier Jardé sortant réélu | NC             | 16 828       | 45,72        | 19 181      | 52,82       |  |
|                | Sarah Thuilliez             | PS             | 9 646        | 26,21        | 17 131      | 47,18       |  |
|                | André Chevance              | UDF–MoDem      | 2 083        | 5,66         |             |             |  |
|                | Catherine Châtelain         | FN             | 1 833        | 4,98         |             |             |  |
|                | Christophe Porquier         | Les Verts      | 1 610        | 4,37         |             |             |  |
|                | Patrick Le Scouëzec         | COM            | 978          | 2,66         |             |             |  |
|                | Édouard Krysztoforski       | Divers gauche  | 886          | 2,41         |             |             |  |
|                | Fabienne Debeauvais         | PCF            | 559          | 1,52         |             |             |  |
|                | Francis Dollé               | MPF            | 492          | 1,34         |             |             |  |
|                | Nathalie Lefebvre           | CPNT           | 491          | 1,33         |             |             |  |
|                | Dominique Scaglia           | LO             | 434          | 1,18         |             |             |  |
|                | Alfreda Kassuba             | LT-LNÉ         | 365          | 1,13         |             |             |  |
|                | Moussa Abdellatif           | Divers droite  | 432          | 1,17         |             |             |  |
|                | Jacques Goffinon            | MRC            | 306          | 0,83         |             |             |  |
|                | Serge Delannoy              | MNR            | 189          | 0,51         |             |             |  |
|                | François Richer             | Sans étiquette | 40           | 0,11         |             |             |  |
|                |                             |                |              |              |             |             |  |
| Inscrits       | Inscrits                    | Inscrits       | 64 508       | 100,00       | 64 508      | 100,00      |  |
| Abstentions    | Abstentions                 | Abstentions    | 26 948       | 41,77        | 27 147      | 42,08       |  |
| Votants        | Votants                     | Votants        | 37 560       | 58,23        | 37 361      | 57,92       |  |
| Blancs et nuls | Blancs et nuls              | Blancs et nuls | 753          | 2            | 1 049       | 2,81        |  |
| Exprimés       | Exprimés                    | Exprimés       | 36 807       | 98           | 36 312      | 97,19       |  |

### Depuis 2012
Voici la liste des résultats des élections législatives dans la circonscription depuis le découpage électoral de 2010: 

#### Élections de 2012
| Candidat       | Candidat              | Parti          | Premier tour | Premier tour | Second tour | Second tour |
| Candidat       | Candidat              | Parti          | Voix         | %            | Voix        | %           |
| -------------- | --------------------- | -------------- | ------------ | ------------ | ----------- | ----------- |
|                | Olivier Jardé sortant | NC (PRV, UMP)  | 14 973       | 35,49        | 20 356      | 49,17       |
|                | Barbara Pompili élu   | EÉLV (PS, PRG) | 14 365       | 34,05        | 21 044      | 50,83       |
|                | Valéry Druel          | RBM (FN)       | 5 838        | 13,84        |             |             |
|                | Marianne Mugnier      | FG (GU) (PCF)  | 3 490        | 8,27         |             |             |
|                | Olivier Bouzy         | CpF (MoDem)    | 1 206        | 2,86         |             |             |
|                | Jacques Goffinon      | MRC            | 994          | 2,36         |             |             |
|                | Christian Galli       | AÉI            | 587          | 1,39         |             |             |
|                | Bruno Palleni         | LO             | 330          | 0,78         |             |             |
|                | Gwenaëlle Lamont      | Sans étiquette | 405          | 0,96         |             |             |
|                | Cyrille Olou          | Divers (PUF)   | 0            | 0,00         |             |             |
|                |                       |                |              |              |             |             |
| Inscrits       | Inscrits              | Inscrits       | 75 033       | 100,00       | 75 032      | 100,00      |
| Abstentions    | Abstentions           | Abstentions    | 32 285       | 43,03        | 32 356      | 43,12       |
| Votants        | Votants               | Votants        | 42 748       | 56,97        | 42 676      | 56,88       |
| Blancs et nuls | Blancs et nuls        | Blancs et nuls | 560          | 1,31         | 1 276       | 2,99        |
| Exprimés       | Exprimés              | Exprimés       | 42 188       | 98,69        | 41 400      | 97,01       |

#### Élections de 2017
|                                                                          | |                           |                           |                          |                          |
|                                                                          | | Premier tour 11 juin 2017 | Premier tour 11 juin 2017 | Second tour 18 juin 2017 | Second tour 18 juin 2017 |
|                                                                          | |                           |                           |                          |                          |
|                                                                          | | Nombre                    | % des inscrits            | Nombre                   | % des inscrits           |
| Inscrits                                                                 | Inscrits | 75 505                    | 100,00                    | 75 487                   | 100,00                   |
| Abstentions                                                              | Abstentions | 37 998                    | 50,33                     | 43 239                   | 57,28                    |
| Votants                                                                  | Votants | 37 507                    | 49,67                     | 32 248                   | 42,72                    |
|                                                                          | |                           | % des votants             |                          | % des votants            |
| Bulletins blancs                                                         | Bulletins blancs                                                                                                   | 525                       | 1,40                      | 2 286                    | 7,09                     |
| Bulletins nuls                                                           | Bulletins nuls | 202                       | 0,54                      | 961                      | 2,98                     |
| Suffrages exprimés                                                       | Suffrages exprimés                                                                                                 | 36 780                    | 98,06                     | 29 001                   | 89,93                    |
|                                                                          | |                           |                           |                          |                          |
| Candidat Étiquette politique (partis et alliances)                       | Candidat Étiquette politique (partis et alliances)                                                                 | Voix                      | % des exprimés            | Voix                     | % des exprimés           |
|                                                                          | |                           |                           |                          |                          |
|                                                                          | Barbara Pompili La République en marche                                                                            | 14 970                    | 40,70                     | 17 948                   | 61,89                    |
|                                                                          | Cédric Maisse La France insoumise                                                                                  | 5 269                     | 14,33                     | 11 053                   | 38,11                    |
|                                                                          | Olivier Jardé Les Centristes                                                                                       | 4 579                     | 12,45                     |                          |                          |
|                                                                          | Nicolas Versaen Front national                                                                                     | 4 044                     | 11,00                     |                          |                          |
|                                                                          | Hubert de Jenlis Union des démocrates et indépendants (Les Républicains)                                           | 3 719                     | 10,11                     |                          |                          |
|                                                                          | Philippe Casier Parti socialiste (Europe Écologie Les Verts - Parti communiste français - Parti radical de gauche) | 2 102                     | 5,72                      |                          |                          |
|                                                                          | Christian Galli Mouvement 100 %                                                                                    | 786                       | 2,14                      |                          |                          |
|                                                                          | Noémie Devisse Debout la France                                                                                    | 491                       | 1,33                      |                          |                          |
|                                                                          | Bruno Paleni Lutte ouvrière                                                                                        | 389                       | 1,06                      |                          |                          |
|                                                                          | Étienne Bauvois Union des Patriotes - Parti de la France                                                           | 237                       | 0,64                      |                          |                          |
|                                                                          | Gérard Daullé Union populaire républicaine                                                                         | 194                       | 0,53                      |                          |                          |
| Source : Ministère de l'Intérieur - Deuxième circonscription de la Somme | |                           |                           |                          |                          |

#### Élections de 2022
|                                                    |                                                                                  |                           |                           |                          |                          |
|                                                    |                                                                                  | Premier tour 12 juin 2022 | Premier tour 12 juin 2022 | Second tour 19 juin 2022 | Second tour 19 juin 2022 |
|                                                    |                                                                                  |                           |                           |                          |                          |
|                                                    |                                                                                  | Nombre                    | % des inscrits            | Nombre                   | % des inscrits           |
| Inscrits                                           | Inscrits                                                                         |                           | 100                       | 77 992                   | 100                      |
| Abstentions                                        | Abstentions                                                                      |                           | 52,19                     | 40 967                   | 52,53                    |
| Votants                                            | Votants                                                                          |                           | 47,81                     | 37 025                   | 47,47                    |
|                                                    |                                                                                  |                           | % des votants             |                          | % des votants            |
| Bulletins blancs                                   | Bulletins blancs                                                                 | 581                       | 1,56                      | 2018                     | 5,45                     |
| Bulletins nuls                                     | Bulletins nuls                                                                   | 197                       | 0,53                      | 820                      | 2,21                     |
| Suffrages exprimés                                 | Suffrages exprimés                                                               |                           | 46,82                     | 34 187                   | 92,33                    |
|                                                    |                                                                                  |                           |                           |                          |                          |
| Candidat Étiquette politique (partis et alliances) | Candidat Étiquette politique (partis et alliances)                               | Voix                      | % des exprimés            | Voix                     | % des exprimés           |
|                                                    |                                                                                  |                           |                           |                          |                          |
|                                                    | Zahia Hamdane Nouvelle Union populaire écologique et sociale La France insoumise | 10 946                    | 29,98                     | 16 025                   | 46,87                    |
|                                                    | Barbara Pompili* Ensemble                                                        | 10 895                    | 29,84                     | 18 162                   | 53,13                    |
|                                                    | Nadia Hermans Rassemblement national                                             | 5 780                     | 15,83                     |                          |                          |
|                                                    | Valérie Devaux Union des démocrates et indépendants                              | 3 217                     | 8,81                      |                          |                          |
|                                                    | Aurélien Caron Divers droite Les Républicains diss.                              | 2 278                     | 6,24                      |                          |                          |
|                                                    | Aurélie Soyer Reconquête                                                         | 1 337                     | 3,66                      |                          |                          |
|                                                    | Sandrine L'Aminot Parti animaliste                                               | 782                       | 2,14                      |                          |                          |
|                                                    | Bernard Borel Le Mouvement de la ruralité                                        | 483                       | 1,32                      |                          |                          |
|                                                    | Bruno Paleni Lutte ouvrière                                                      | 445                       | 1,22                      |                          |                          |
|                                                    | Dominique Reitzman Parti ouvrier indépendant démocratique                        | 344                       | 0,94                      |                          |                          |
| * Députée sortante                                 |                                                                                  |                           |                           |                          |                          |

#### Élections de 2024
| Candidat                 | Candidat                 | Parti et coalition       | Nuance                   | Premier tour | Premier tour | Second tour | Second tour |
| Candidat                 | Candidat                 | Parti et coalition       | Nuance                   | Voix         | %            | Voix        | %           |
| ------------------------ | ------------------------ | ------------------------ | ------------------------ | ------------ | ------------ | ----------- | ----------- |
|                          | Zahia Hamdane            | LFI (NFP)                | UG                       | 15 217       | 29,54        | 18 538      | 35,76       |
|                          | Damien Toumi             | RN                       | RN                       | 14 142       | 27,46        | 16 145      | 31,15       |
|                          | Hubert de Jenlis         | RE (ENS)                 | ENS                      | 12 997       | 25,23        | 17 153      | 33,06       |
|                          | Anne Pinon               | LR                       | LR                       | 3 450        | 6,70         |             |             |
|                          | Renaud Deschamps         | SE                       | DVC                      | 2 029        | 3,94         |             |             |
|                          | Ingrid Dordain           | EC diss.                 | DVC                      | 1 589        | 3,09         |             |             |
|                          | Paul-Eric Dècle          | LC                       | DVC                      | 1 096        | 2,13         |             |             |
|                          | Rémy Chassoulier         | LO                       | EXG                      | 531          | 1,03         |             |             |
|                          | Suzanne Plaquet          | REC                      | REC                      | 410          | 0,80         |             |             |
|                          | Grégoire Lecocq          | RDC (CC)                 | DSV                      | 44           | 0,09         |             |             |
|                          |                          |                          |                          |              |              |             |             |
| Suffrages exprimés       | Suffrages exprimés       | Suffrages exprimés       | Suffrages exprimés       | 51 505       | 97,99        | 51 836      | 97,34       |
| Votes blancs             | Votes blancs             | Votes blancs             | Votes blancs             | 756          | 1,44         | 1 072       | 2,01        |
| Votes nuls               | Votes nuls               | Votes nuls               | Votes nuls               | 301          | 0,57         | 343         | 0,64        |
| Total                    | Total                    | Total                    | Total                    | 52 562       | 100          | 53 251      | 100         |
| Abstention               | Abstention               | Abstention               | Abstention               | 24 779       | 32,04        | 24 099      | 31,16       |
| Inscrits / participation | Inscrits / participation | Inscrits / participation | Inscrits / participation | 77 341       | 67,96        | 77 350      | 68,84       |

#### Département de la Somme
- La fiche de l'INSEE de cette circonscription : « Tableaux et Analyses de la deuxième circonscription de la Somme », sur insee.fr, site de l'Institut national de la statistique et des études économiques (consulté le 10 juin 2007) [PDF]

- « Tous les députés du département de la Somme depuis 1789 », sur assemblee-nationale.fr, site de l'Assemblée nationale française (consulté le 10 juin 2007)

- « Informations contentieuses sur le département de la Somme (Élections législatives de 2002) »(Archive.org • Wikiwix • Archive.is • Google • Que faire ?), sur conseil-constitutionnel.fr, site du Conseil constitutionnel (consulté le 13 juin 2007)

#### Circonscriptions en France
- « Carte des circonscriptions législatives en France », sur assemblee-nationale.fr, site de l'Assemblée nationale française (consulté le 10 juin 2007)

- « Résultats électoraux officiels en France »(Archive.org • Wikiwix • Archive.is • Google • Que faire ?), sur interieur.gouv.fr, site du ministère de l'Intérieur (France) (consulté le 13 juin 2007)

- Description et Atlas des circonscriptions électorales de France sur http://www.atlaspol.com, Atlaspol, site de cartographie géopolitique, consulté le 13 juin 2007.